# Het Narrenschip (kunstenaarscollectief)
Het Narrenschip was een Nederlands kunstenaarscollectief.

## Geschiedenis
'Het Narrenschip' werd opgericht op 7 april 1950 in Groningen door zeven kunstenaars, als tegenwicht voor de behoudende mentaliteit en de weinig actieve opstelling van De Ploeg in de naoorlogse jaren. De naam het Narrenschip was enerzijds een verwijzing naar de uitgaven die Hendrik Werkman in de oorlogsjaren verzorgde onder de naam De Blauwe Schuit, maar anderzijds een verwijzing naar de Dadabeweging. De leden noemden zich evenals de dadaïsten "narren".
Oprichters waren de Ploegleden Jan Jordens, Jan Altink, Jan van der Zee en Ekke Kleima en de schilders Piet Snel, Abe Kuipers en Coen Schilt, die hun eigen exposities wilden houden in de door de gemeente Groningen aan De Ploeg ter beschikking gestelde ruimte in het Prinsenhof. Zodra duidelijk werd dat een nieuwe vereniging was opgericht werden de vier Ploegleden geschorst. Jordens, Altink en Van der Zee zegden gezamenlijk hun lidmaatschap op. Altink keerde na enige tijd weer terug naar De Ploeg. Tot de kunstenaars die zich bij de groep aansloten behoorde onder anderen Wobbe Alkema, die zich in 1951 had aangemeld als lid van De Ploeg maar al snel weer bedankte en in 1952 lid werd van het Narrenschip. De tentoonstellingen werden vanaf 1950 doorgaans in Galerie De Mangelgang aan de Lage der A gehouden, een galerie waar veel Groningse kunstenaars hun eerste tentoonstelling hadden en hun carrière begonnen.
De groep liet zich, in wisselende samenstelling, in maar ook buiten de provincie Groningen zien; begin 1951 exposeerden vijf leden van de groep, Jordens, Van der Zee, Kleima, Snel en Schilt, in het Princessehof in Leeuwarden en in Het Huis Van Looy in Haarlem. In 1956 werd geëxposeerd in de Duitse stad Aurich.
Door een gebrek aan organisatorisch talent viel de groep geleidelijk uiteen en werd in 1957 opgeheven. Opvolgers waren de vereniging Groep '57 en in 1959 de kunstenaarsgroep NU. 'Het Narrenschip' zorgde voor een nieuw, artistiek klimaat in Groningen.